# Centro para las Artes Escénicas Pioneer
El Centro para las Artes Escénicas Pioneer (en inglés: Pioneer Center for the Performing Arts) en Reno, Nevada al oeste de Estados Unidos fue diseñado por la firma arquitectónica de Oklahoma  Bozalis, Dickinson and Roloff como una estructura de hormigón con techo de cúpula geodésica de color oro. Fue terminado en 1967 con 987 plazas en la planta principal y 513 asientos en un balcón. El cofundador de Temcor, contratista del proyecto, fue Don Richter, un estudiante de Buckminster Fuller, creador del concepto cúpula geodésica. Temcor había construido varios domos de aluminio anodizado en oro antes del Pioneer, y fue responsable de más de 5.000 proyectos similares.